# Nationalpark Gran Paradiso
Der Nationalpark Gran Paradiso (ital.) oder Parc national du Grand-Paradis (frz.) wurde 1922 als erster Nationalpark in Italien eingerichtet. Er liegt in den Regionen Aostatal und Piemont im Hochgebirge der Westalpen und erstreckt sich über eine Fläche von 70.318 Hektar. Im Westen besteht auf einer Länge von etwa 14 km eine gemeinsame Grenze zum französischen Nationalpark Vanoise.
In diesem Gebiet, das früher als königliches Jagdreservat unter Schutz stand, hatte die letzte Population des ansonsten im gesamten Alpenbogen ausgerotteten Alpensteinbocks überlebt – entsprechend dem Wisent im polnischen Nationalpark Białowieża.
Im Jahr 2006 verlieh der Europarat dem Gran-Paradiso-Nationalpark das Europäische Diplom für geschützte Gebiete.

## Geographie
Das Areal des Nationalparks liegt in der westlichen Hälfte des Gran-Paradiso-Massivs, zu 52 % in der Autonomen Region Aostatal und zu 48 % in der Region Piemont. In der Mitte des Parkes befindet sich der Gipfel des Gran Paradiso mit 4061 Meter über Meer, dem Kulminationspunkt der Grajischen Alpen im engeren Sinne (ohne Mont-Blanc-Massiv). Südlich des Berges steht die Schutzhütte Bivacco Ivrea. Das Bergland umfasst Höhenlagen von 800 Meter über Meer bis auf 4061 Meter, 60 % liegen höher als 2200 Meter. Rund 20 % der Fläche sind Grasfluren und Alpweiden oder Siedlungsflächen, weitere 20 % tragen Wälder und das übrige Areal besteht aus Fels- und Schuttflächen sowie Firn und Gletschern.
Fünf Bergtäler prägen das Landschaftsbild: das Orcotal, das Soanatal, das Cognetal, das Valsavarenche und das Rhremestal.
Das Areal des Nationalparks liegt in den Gemeinden Aymavilles, Cogne, Introd, Rhêmes-Notre-Dame, Rhêmes-Saint-Georges, Valsavarenche, Villeneuve im Aostatal und Ceresole Reale, Locana, Noasca, Ribordone, Ronco Canavese und Valprato Soana im Piemont.

## Geschichte
Der Herzog von Savoyen und König von Sardinien-Piemont Viktor Emanuel II. ließ im Bergland von Champorcher und Cogne, das er 1850 als Jagdgebiet entdeckt hatte, 1856 ein Schutzgebiet für die Steinbockjagd ausscheiden und von einer Einheit von etwa 50 Jagdwächtern gegen Wilderei sichern. Im Gebirge befanden sich mehrere Jagdhäuser des Königs, so wie das Haus auf über 2500 Meter über Meer im Tal von Cogne, das als Teil der heutigen Schutzhütte Rifugio Vittorio Sella im Zentrum des Nationalparks erhalten ist. Als Viktor Emanuel 1861 der erste König des vereinten Italien wurde, blieb das ehemals königliche Jagdschutzgebiet bestehen. Der Tierbestand blieb für die königliche Jagd reserviert und konnte so überleben. Für den Materialtransport der Jagdgesellschaften ließ der König etwa 300 Kilometer Saumpfade anlegen, die später zu Wanderwegen geworden sind.
Unter König Viktor Emanuel III. fand 1913 die letzte königliche Jagdpartie statt, und im Jahr 1919 übergab der König einen Teil des ehemaligen Jagdgebiets am Gran Paradiso 1920 der italienischen Regierung, die daraus mit königlichem Dekret vom 3. Dezember 1922 ein Naturreservat machte. Die Parkverwaltung lag nun bei der Commissione Reale del Parco Nazionale del Gran Paradiso; seit 1933 war das Ministerium für Landwirtschaft und Wald dafür zuständig, das den Naturschutz vernachlässigte. 1947 wurde die Behörde Ente Parco Nazionale Gran Paradiso geschaffen.
Bis ins späte 20. Jahrhundert schwelte ein Konflikt zwischen der Verwaltung des Nationalparks und Bewohnern der Ortschaften in der Region, die sich gegen den Einfluss der Schutzbestimmungen auf ihr wirtschaftliches Handeln wehrten. Die Siedlungen im Bergland leiden seit dem Zweiten Weltkrieg unter Abwanderung.

## Fauna
Im Nationalpark leben neben den Steinböcken Populationen verschiedener Tierarten, darunter Gämsen, Murmeltiere, Wölfe, Bartgeier, Steinadler, Alpenschneehühner, Birkhühner, Steinhühner, Grünspechte, Buntspechte, Haselhühner, Wasseramseln, Rotkehlchen, Gartengrasmücken, Waldbaumläufer, Mauerläufer und Apollofalter.
Konnten in den 1990er Jahren noch rund 6000 Steinböcke im Naturpark beobachtet werden, so verringerte sich ihre Anzahl seitdem kontinuierlich. Um 2010 waren es noch weniger als 2500 Tiere, 2023 waren es fast 3000 Exemplare. Der Grund für den Rückgang der Population ist eine erhöhte Jugendsterblichkeit, etwa 75 % der Kitze überlebt das erste Lebensjahr nicht. Die Reproduktionsrate soll im Vergleich zu früher nicht gesunken sein. Die Ursache für die hohe Sterblichkeit unter den Jungtieren konnte auch auf dem 26. Steinwildsymposium in Heiligenblut am Großglockner noch nicht abschließend geklärt werden. Eine These führt die Entwicklung auf Folgen der Erderwärmung zurück: durch die steigenden Temperaturen würden die Gräser in den Hochalpen schneller vertrocknen und seien proteinärmer. Außerdem wurde eine Vergiftung der Futterpflanzen durch Flugzeug-Abgase vermutet.

## Infrastruktur
Zu den 19 Schutzhütten im Areal gehören:
- Rifugio Vittorio Emanuele II
- Bivacco Ivrea
- Rifugio Dondena
- Berghütte von Orvieille
- Rifugio Chabod

In den ehemals königlichen Jagdhäusern und über zehn andern Einrichtungen in den Tälern befinden sich Besucherzentren und Ausstellungen des Nationalparks.
Auf 1700 m Höhe liegt im Weiler Valnontey (Gemeinde Cogne) der botanische Alpengarten Paradisia. Er umfasst eine Fläche von einem Hektar.